# Francisco Maria da Veiga
Francisco Maria da Veiga, GCNSC, foi um juiz português e monárquico.

## Carreira
Concluiu o Direito na Universidade de Coimbra aos 20 anos e exerceu-o antes de se tornar magistrado.
Em 1893, durante a crise financeira, social e política que antecedeu o Regicídio de Lisboa e a revolução de 5 de Outubro de 1910, o Ministro do Reino João Franco nomeou-o juiz com poderes reforçados para ajudar a manter a monarquia.
Acompanhou especialmente a imprensa, as atividades republicanas e os anarquistas . Em nome da ordem pública, censurou a imprensa anti-monárquica, mas a maioria das suas vítimas foi considerada inocente, especialmente porque o procurador-geral era o republicano e maçon Trindade Coelho .
Alvo da imprensa, foi caricaturado com uniforme de policia e o lápis azul da censura.